# Відважний (великий протичовновий корабель)
«Відважний» (рос. «Отважный») — великий протичовновий корабель ВМС СРСР проєкту 61, що затонув в результаті аварії в 1974 році у Чорному морі.

## Будівництво
«Відважний» був зарахований до списків кораблів ВМФ 3 липня 1963 року і 10 серпня 1963 року закладений на заводі імені 61 комунара в Миколаєві. Спущений 17 жовтня 1964 року, став до ладу 31 грудня 1965 року і 25 січня 1965 року включений до складу Чорноморського Флоту.

## Служба
З 5 червня по 30 червня 1967 року, перебуваючи в зоні військових дій, виконував бойове завдання з надання допомоги збройним силам Єгипту.
З 10 липня по 14 липня 1967 року перебував в Порт-Саїді (Єгипет), з 15 жовтня по 19 жовтня 1973 року — у Таранто і з 19 жовтня по 22 жовтня 1973 року — у Мессіні (Італія).

## Загибель
30 серпня 1974 року у льоху № 8 ВПК «Відважного» мимовільно запрацював маршовий двигун зенітної ракети В-601, який подіяв вогневим струменем на стартовий двигун. Ракета під дією тяги двигунів зійшла з напрямного барабана, пропалила в носову перегородку погребу і частину палуби, що межували з другим машинним відділенням. Різке зростання температури й тиску ініціювало спрацьовування твердопаливних двигунів інших ракет.
Приблизно о 10 годині ранку протягом двох хвилин у кормовому ракетному погребі № 8 сталося п'ять сильних вибухів. Від вибуху палуба і частина перебірок були зруйновані. Алюмінієво-магнієву надбудову вивернуло в ніс. Відразу ж почалася сильна пожежа.
ВПК «Відважний» втратив хід, кермо заклинило, виник 14-градусний крен на правий борт, був втрачений зв'язок з кормовими відсіками.
Начальник штабу ЧФ контр-адмірал Володимир Саакян, що знаходився на кораблі, організував боротьбу за живучість корабля. Враховуючи ступінь пошкодження корпусу, Саакян наказав буксирувати ВПК якомога ближче до берега. Вибухи сталися в районі, де глибина моря досягала 700-метрової позначки.
Однак буксирування пошкодженого корабля, розпочате есмінцем «Свідомий» («Сознательный») і продовжене ВПК «Бідовий» («Бедовый»), велося незадовільно. Через не чіткі дії було втрачено багато дорогоцінного часу.
Незважаючи на всі зусилля аварійних партій, поширенню пожежі в кормову частину ВПК «Відважний» запобігти не вдалося. О 14 годині 47 хвилин вогонь дійшов до авіаційних бомб в погребі № 10 і до цистерни з авіаційним гасом. Потужний вибух авіабомб і паливної цистерни привів до ще більших руйнувань і затоплення п'яти суміжних відсіків. «Відважний», втративши подовжню остійність, свічкою пішов на дно.

кенотаф моряків «Відважного», які загинули

У катастрофі загинуло 19 членів екіпажу і п'ять курсантів, які перебували на борту. Іншу частину екіпажу зняли інші кораблі. Корабель затонув на глибині близько 130 метрів.
В Севастополі на кладовищі Комунарів встановлено кенотаф морякам «Відважного», які загинули при виконанні військового обов'язку.

## Операція з підйому і знищенню
Довідавшись про загибель корабля, вище флотське начальство наказало негайно підняти корабель.
З 31 серпня по 10 вересня 1974 року стан загиблого ВПК вивчався за допомогою спостережної камери НК-300, робочої камери РК-680 і водолазів-глибоководників. Всі занурення йшли з рятувального судна СС-26 (нині РС «Епрон» Чорноморського флоту). Кілька разів до останків «Відважного» пірнав автономний робочий снаряд АС-10 (АРС), який пілотував капітан III рангу Юрій Савич Карелін.
Обстеження «Відважного», який лежав на ґрунті, показало наступне. Корабель затонув в точці з координатами 44°44′0″ пн. ш. 32°59′0″ сх. д. / 44.73333° пн. ш. 32.98333° сх. д. на відстані 28 миль від Севастополя на глибині 130 метрів. Стан корпусу — курс 31 градус, крен 43 градуси на лівий борт. Кормовий край в результаті удару об ґрунт переламалася в районі погребу № 8 і лежав з креном 45—50 градусів на лівий борт. Носовий край заглибився в ґрунт на два метри, середня частина по лівому борту пішла в мул на вісім метрів (по правому — на один метр), кормова частина майже зникла в ґрунті.
Після повного обстеження корпусу і висновків фахівців, що стосувалося збереження ракет, снарядів і глибинних бомб, від проєкту підйому корабля цілком за допомогою чотирнадцяти 200-тонних понтонів відмовилися.
У зв'язку з неможливістю відновлення корабля було прийнято рішення піднімати корабель частинами. Але в першу чергу слід було підняти з ВПК секретні документи, спеціальну апаратуру та радіотехнічні засоби з зовнішніх постів. З серпня по листопад 1975 року водолази підняли 438 секретні документи, комплекти апаратури ЗАС і впізнання, апаратуру МР-300, МР-1116, елементи ракетних комплексів та артилерійських установок.
Об'єкти, що піднімалися, відділялися від корпусу шляхом підриву, для чого водолази встановлювали в основу корпусних конструкцій гнучкі шлангові заряди ГШЗ-4. Після зрізання вибухами були підняті досить об'ємні ферменні носова і кормова щогли ВПК. Відокремлювані конструкції заздалегідь остраплювались краном або кіллектором і після підйому доставлялися в Севастополь. Крім того в ході робіт були підняті: командирський катер, шлюпка і практична торпеда. Коли найцінніше майно з «Відважного» було доставлено наверх, Головком вирішив, що корабель піднімати навіть частинами недоцільно, а останки корпусу і боєзапас слід підірвати на ґрунті.
З травня до серпня 1977 року водолази з СПС «Карпати» розчистили на корпусі і в приміщеннях корабля місця встановлення підривних зарядів. На севастопольському судноремонтному заводі № 13 виготовили оболонки 1,25-тонних елементів зарядів, контейнери для їх монтажу і спеціальні підвісні пристрої. Після доопрацювання на одному із заводів з виготовлення боєприпасів у Куйбишевській області елементи зарядів повернулися на Чорноморський флот. Встановлені в контейнерах заряди такелажники СПС «Карпати» на гінях опустили на «Відважний». Підривні заряди в погріб № 6 корабля подавалися по гідравлічній лінії у вигляді 75-грамових толових шашок з СПС «Карпати». У жовтні всі заряди розташувалися на штатних місцях. Сумарна вага тротилу виросла до 124 тонн (з урахуванням залишку боєзапасу в кораблі).
Водолази в СВГ-200 встановили в заряди детонатори, поклали на дно моря герметичну розподільну коробку з заведеними в неї 14 розподільними лініями кабелів і двома магістральними кабелями підриву. Окрема група змонтувала із зарядів ГШЗ-4 дублюючу підривну лінію.
У двадцятих числах грудня 1977 ВПК «Відважний» був остаточно підготовлений до підриву. 23 грудня Головнокомандувач ВМФ затвердив час підриву. Час «Ч» було призначено на 10 годин 30 хвилин. За наказом командира спеціального суднопіднімального загону капітана I рангу Л. Н. Петехіна о 10:32 на СС-26 дали підривний електрострум. Над морем по всій довжині корабля здійнялися стовп полум'я і води заввишки до 30 метрів.